# Praebursoplana steinböcki
Praebursoplana steinböcki är en plattmaskart som beskrevs av Ax 1956. Praebursoplana steinböcki ingår i släktet Praebursoplana och familjen Otoplanidae. Inga underarter finns listade i Catalogue of Life.